# Tubilla del Lago
Tubilla del Lago ist ein Ort und eine Gemeinde (municipio) mit nur noch 171 Einwohnern (Stand: 2024) im Süden der Provinz Burgos in der Autonomen Gemeinschaft Kastilien und León.

## Lage und Klima
Der Ort Tubilla del Lago liegt am Río Gromejón, einem nur etwa 30 km langen Nebenfluss des Duero in der Kastilischen Hochebene (meseta) ca. 86 km (Fahrtstrecke) südlich der Provinzhauptstadt Burgos in einer Höhe von ca. 840 m; die Stadt Aranda de Duero befindet sich ca. 18 km südwestlich. Das Klima ist gemäßigt bis warm; Regen (ca. 495 mm/Jahr) fällt übers Jahr verteilt.

## Bevölkerungsentwicklung
| Jahr      | 1857 | 1900 | 1950 | 2000 | 2018 |
| Einwohner | 405  | 603  | 577  | 194  | 160  |

Die Reblauskrise im Weinbau und später dann die Mechanisierung der Landwirtschaft sowie die Aufgabe bäuerlicher Kleinbetriebe haben seit den 1950er Jahren zu einem Mangel an Arbeitsplätzen und in der Folge zu einer Abwanderung eines Großteils der Bevölkerung in die Städte geführt (Landflucht).

## Wirtschaft
Die Region war jahrhundertelang nahezu ausschließlich zum Zweck der Selbstversorgung von der Landwirtschaft geprägt; große Bedeutung hatten auch die Viehzucht und der Weinbau. Haltbare oder haltbar gemachte Lebensmittel wie Getreide, Käse, Wurst etc. konnten auf den Märkten in Aranda de Duero getauscht oder verkauft werden; der Wein der Region wurde bis nach Mittel- und Nordeuropa verschifft. Die Gemeinde gehört heute zum Weinbaugebiet Ribera del Duero.

## Geschichte
Funde aus keltischer, römischer Zeit, westgotischer und selbst aus islamisch-maurischer Zeit wurden auf dem Gemeindegebiet bislang nicht gemacht. Bereits gegen Ende des 9. Jahrhunderts wurde die Gegend von Diego Rodríguez Porcelos (reg. 873–885), dem zweiten Grafen Kastiliens und Gründer von Burgos zurückerobert (reconquista) und wiederbesiedelt (repoblación). Aus den Jahren 912 und 1048 stammen die ersten schriftlichen Erwähnungen des Ortsnamens; später stand der Ort jahrhundertelang unter der Grundherrschaft (señorio) der Familie Alcocer.

## Sehenswürdigkeiten

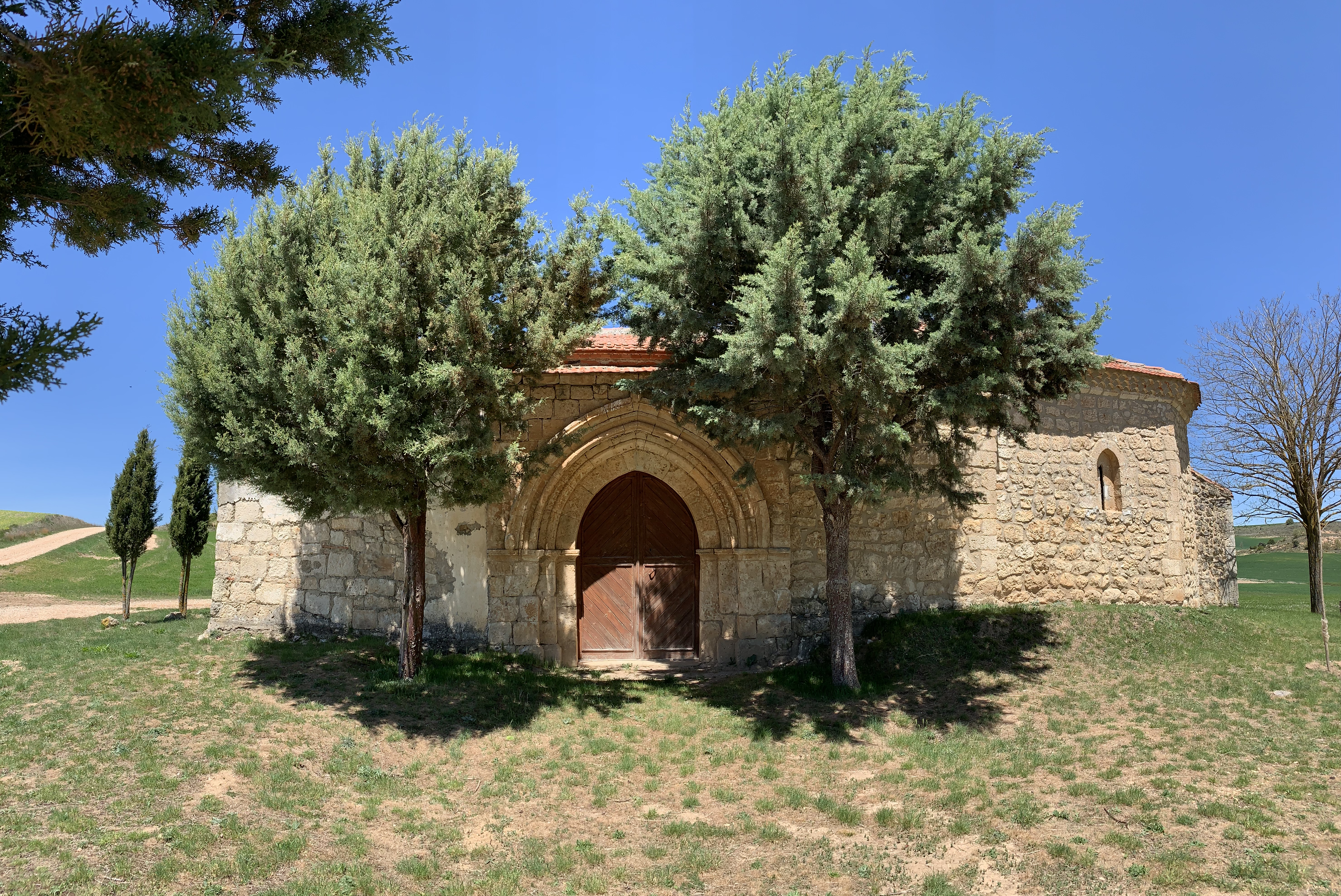
Tubilla del Lago – Ermita de San Marcos

- Die Ruinen einer Burg (castillo) erheben sich auf einer Anhöhe beim Ort. In die Burgruine hineingebaut ist ein Turm aus dem 15./16. Jahrhundert, der im 19. Jahrhundert eine Uhr erhielt.[5]
- Die aus dem 16./17. Jahrhundert stammende Kirche des Ortes enthält noch Reste eines romanischen Vorgängerbaus (hauptsächlich der Glockenturm und ein Taufstein). Die südliche Außenwand des Langhauses ist mit einem exakt behauenen Steine nachahmenden Verputz bedeckt.[6][7] Das imposante Altarretabel (retablo) aus der Zeit der Renaissance wurde in den 1950er Jahren verkauft um Geldmittel für eine Restaurierung der Kirche zu beschaffen; es befindet sich heute in der Iglesia de Santa Bárbara de Llaranes, Avilés, Asturien.[8]
- Auf einer Anhöhe beim Ort und unmittelbar neben dem Friedhof steht die schlichte Ermita de San Miguel.[9]

Umgebung
- Etwa 1 km südlich des Dorfes liegt die einzige Rennstrecke Kastilliens, der Circuito de Velocidad Kotarr, der als Test- und Trackdaystrecke sowie als Kartbahn genutzt wird.
- Ca. 2 km südwestlich des Ortes steht die aus dem 13. Jahrhundert stammende, aber immer wieder geringfügig veränderte Ermita de San Marcos mit einer polygonal gebrochenen Apsis und einem figurenlos schlichten gotischen Portal.[10]